# Tetsujin 28-go
Tetsujin 28-gō (鉄人28号, Tetsujin Nijūhachi-gō, literalmente: "Homem de ferro número 28") é um mangá escrito e ilustrado por Mitsuteru Yokoyama. Publicado na revista Shōnen em 1956, tornou-se o primeiro mangá a apresentar um robô gigante, iniciando o que viria mais tarde a ser conhecido como gênero mecha. A série baseava-se nas aventuras de um garoto, Shotaro Kaneda, que controlava um robô gigante construído por seu pai.
O mangá foi mais tarde adaptado para quatro séries animadas na TV, tornando-se também o primeiro seriado japonês a mostrar um robô gigante, assim como havia acontecido com o mangá.
A série de 1963 foi levada um ano mais tarde para os Estados Unidos como Gigantor. Na Espanha, onde o seriado atingiu um grande sucesso, o robô foi batizado de Ironman 28, nome que também foi largamente adotado em quase toda a América Latina, com exceção de México (onde ficou conhecido como Hombre de Acero, Homem de Aço). No Brasil, alguns episódios da série que foi chamada de Homem de Aço foram exibidos no início da década de 1970 na extinta TV Tupi (no programa vespertino chamado Sessão Rataplan, que trazia outros animes tais como o Príncipe Planeta), circulados posteriormente em algumas  fitas em VHS.

## Sinopse
Nos últimos dias da Segunda Guerra Mundial, os militares japoneses buscam desenvolver uma superarma secreta para ajudar a salvar o império japonês da derrota. Após vinte e sete tentativas fracassadas, o Dr. Kaneda finalmente consegue completar um robô gigante, do tamanho de um prédio de três andares, controlado por controle remoto. O robô é oficialmente nomeado Tetsujin 28-go (literalmente, Homem de Ferro número 28). A guerra, no entanto, já havia terminado, e o Dr. Kaneda acaba morrendo de um ataque cardíaco. Em vez de transformá-lo em uma arma militar, um pouco antes de morrer ele decide dar o robô para seu filho de dez anos, Shotaro. Sob o comando do menino, Tetsujin assume as funções de combatente do crime e de outras ameaças (robôs gigantes malignos ou alienígenas).

## Personagens
- Shotaro Kaneda (金田正太郎, Kaneda Shoutarou): Filho de dez anos do Dr. Kaneda. Ele controla o robô Tetsujin, a quem é muito apegado. Shotaro é famoso em Tóquio como um garoto detetive, e tanto no mangá como no anime de 2004 pode ser visto frequentemente dirigindo um carro.

- Professor Shikishima (敷島博士, Shikishima-hakase): Assistente do Dr. Kaneda, mais tarde torna-se mentor e guardião de Shotaro. Ele é muito dedicado ao seu trabalho, e normalmente apresenta um rosto sério. É casado e tem um filho chamado Tetsuo.

- Inspetor Otsuka (大塚署長, Ootsuka-shochou): Inspetor da polícia de Tóquio. Possui uma personalidade energética e bonachona, o que não quer dizer que não leve seu trabalho a sério. É muito amigo de Shikishima e também ajuda a tomar conta de Shotaro, até mesmo agindo como pai adotivo na série de 2004.

- Kenji Murasame (村雨健次, Murasame Kenji): Um ex-oficial do serviço de inteligência que começa a ajudar Otsuka e Shotaro em seu trabalho de combater o crime. Sua personalidade é radicalmente diferente nas séries de 1960 e 2004; na primeira, ele se torna imediatamente aliado de Shotaro e sua turma, mas no anime de 2004, seus irmãos Ryuusaku e Tatsu são mortos durante a recuperação de Tetsujin, fazendo com que ele busque vingança durante vários episódios. No mangá original, ele e Ryuusaku são os líderes de uma organização criminosa.

- Dr. Shutain Franken (不乱拳酒多飲博士, Furanken Shutain-hakase): Um cientista louco e recluso que criou o robô Black Ox. É calmo e possui vasto conhecimento, mas infelizmente utiliza seus talentos para criar robôs perigosos. Na versão original da série de 1960, seu nome era Doutor Black Dog (ブラックドッグ博士, Burakku Doggu-hakase).

- Super-humano Kelly (超人間ケリー, Chou Ningen Kelly): Um norte-americano que se voluntariou para ser transformado em um androide como parte de um experimento militar durante a guerra. Como resultado, seu corpo é inteiramente robótico, com exceção de seu cérebro, e está frequentemente coberto em bandagens. Na série de 2004, ele rouba a identidade de seu irmão Johnson a fim de matar o médico que o transformou em uma criatura cibernética.

## Publicação
Tetsujin 28-go foi publicado na revista Shōnen Magazine (editora Kobunsha) de julho de 1956 até maio de 1966, com um total de 97 capítulos. Mais tarde a série foi transformada em 12 volumes tankōbon, os quais passaram a ser republicados uma vez a cada dez anos.

## Criação
A concepção do Tetsujin de Mitsuteru Yokoyama, do mesmo modo que a do Astro Boy de Osamu Tezuka, foi fortemente influenciada pelas experiências de guerra do artista. No caso de Yokoyama, isto ocorreu por causa do bombardeamento de Kobe, sua cidade natal, durante a Segunda Guerra Mundial.
Como ele descreveu em 1995 para a revista Ushio: "Quando eu estava na quinta série, a guerra terminou e pude retornar da província de Tottori, para onde eu havia sido evacuado, para Kobe. A cidade tinha sido totalmente destruída e reduzida a cinzas. As pessoas disseram que era por causa dos bombardeiros B-29... Como a criança que eu era, fiquei totalmente pasmo com aquele poder destrutivo e terrível." Outra influência na criação de Tetsujin foram os Vergeltungswaffen,  superarmas projetadas para o bombardeamento estratégico de longa distância durante a Segunda Guerra Mundial, além da ideia de que a Alemanha nazista possuía uma arma secreta capaz de reverter seu destino na guerra. A terceira influência inspiradora para a criação de Yokoyama foi o filme Frankenstein, de 1931, que reforçou a crença de Yokoyama de que o monstro em si (assim como seu robô) não é nem bom nem mau.

## Adaptações

### Série de TV (1963)
Estreou na Fuji TV do dia 20 de outubro de 1963 até 25 de maio de 1966. A série inicialmente terminaria com 84 episódios, mas acabou retornando com mais 13, terminando com um total de 97. Consistia em sua maior parte de tramas curtas, que nunca se estendiam por mais do que três episódios. O tom das histórias era geralmente mais leve e bem-humorado do que o anime que a sucederia. Shotaro, Otsuka, Shikishima e Murasame atuavam como um time nesta versão.

### Série de TV (1980)
A série Shin Tetsujin 28-go (Novo Tetsujin 28) de 1980-81 foi feita com 51 episódios coloridos baseada numa concepção modernizada da arte original.

### Tetsujin 28 FX
Sequência de Shin Tetsujin 28, de 1980. Segue as aventuras do filho de Shotaro, Masato, que controla uma nova edição de Tetsujin e trabalha para uma agência de detetives junto com outras crianças, entre elas, Shiori Nishina, neta do inspetor Otsuka. O Tetsujin FX era controlado por um controle remoto em formato de arma, que tinha de ser apontada e disparada na direção do robô para que ele obedecesse aos comandos. A série passou na Nippon TV de 5 de abril de 1992 até 30 de março de 1993, totalizando 47 episódios. Foi também transmitida para toda a América Latina.

### Série de TV (2004)
Escrita e dirigida por Yasuhiro Imagawa, a estória se passa dez anos depois da Segunda Guerra Mundial, aproximadamente o mesmo tempo em que o mangá estreou. Esta nova série de TV foi transmitida para os Estados Unidos sob o seu nome original, Tetsujin-28, pela Geneon e no Reino Unido pela Manga Entertainment. Esta foi a primeira vez em que o nome Tetsujin-28 não foi modificado para "Gigantor" nos Estados Unidos e outros países de língua inglesa. A série televisiva acompanha principalmente as tentativas de Shotaro de conseguir controlar e entender todas as habilidades de Tetsujin, enquanto se depara com criações mais antigas e cientistas do Projeto Tetsujin. Apesar de não ser totalmente baseada no manga original, seguiu um roteiro inteiramente diferente da série de 1960.

### Filmelive-action(2005)
Utilizando atores de carne e osso contracenando com pesadas animações gráficas, o filme foi produzido por uma equipe especialmente criada para ele, chamada "Projeto T-28", e distribuído no Japão através da Shochiku. A estória centra-se em Shotaro, que está vivendo na idade moderna junto com sua mãe viúva. Quando Tetsujin 28 é descoberto acidentalmente, a mãe de Shotaro conta que o robô havia sido dado como herança ao rapaz. Shotaro, com a ajuda do inspetor Otsuka e de Mami, uma colega de escola, aprende a controlar Tetsujin. Nesse meio-tempo, o doutor Reiji Takumi ativa o robô Black Ox e planeja atacar Tetsujin.

### Filme de Longa-Metragem (2007)
No dia 31 de março de 2007, um filme de longa-metragem intitulado "Tetsujin 28-go: Hakuchu no Zangetsu" (que pode ser traduzido como "Tetsujin 28: A Lua Diurna") estreou nos cinemas japoneses. O filme utilizou os mesmos cenários e personagens da série de 2004, embora tenha modificado o início da série. Entre as mudanças, apareceram novos personagens, como "Shoutarou", meio-irmão mais velho de Shotaro que estava na mesma tropa da força aérea que Ryuusaku Murasame; e "Tsuki", um homem com o corpo todo enfaixado, que tenta matar Shotaro. Até o presente momento não há planos de transmitir o filme no ocidente, apesar de seu relativo sucesso na Ásia.

### Projetos futuros

#### Gigantor G3
Não há, ainda, muita informação disponível sobre essa nova animação planejada e produzida por Fred Ladd, o homem que "americanizou" a série Tetsujin para o público estado-unidense, mas em sua página oficial, a nova versão de Tetsujin é apresentada como um amálgama de robô e ciborgue, animada por "um complexo sistema de neuro-chips impregnados de DNA".
O design do personagem parece ter ficado a cargo de Les Major e Ben Dunn.

#### Filme (2011)
Há um filme de animação previsto para estrear em 2011, desta vez produzido pela Hikari Productions, empresa fundada por Mitsuteru Yokoyama, e pelos estúdios de animação Imagi de Hong Kong. Planejado para ser um remake da série de 1963 com cenários e personagens mais modernos e estilizados.